# Ekobas
Ekoflöjt är en orgelstämma inom heltäckta stämmor och är 16´. Den tillhör kategorin labialstämmor. Ekobas är en pedalstämma med svag klang och stämman är transmitterad från en manual.